# Châtel-sur-Montsalvens
Châtel-sur-Montsalvens (antiguamente en alemán Kastels ob Montsalvens) es una comuna suiza del cantón de Friburgo, situada en el distrito de Gruyère. Limita al oeste y norte con la comuna de Botterens, al noreste con Cerniat, al este con Crésuz, y al sur con Broc.